# عصا موسى

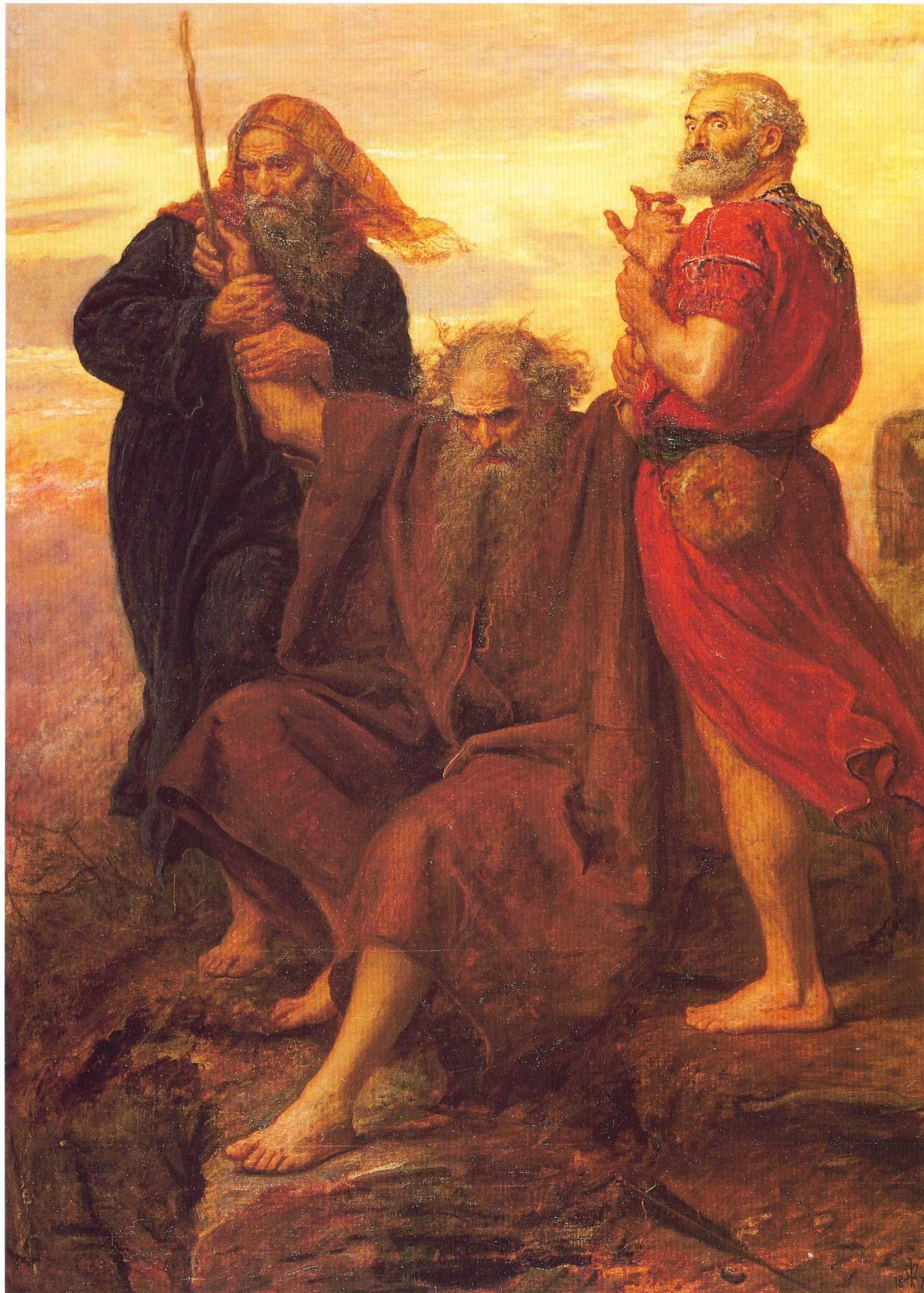
موسى يحمل عصاه في معركة رفيديم، لوحة النصر يا رب! لجون إيفرت ميليه 1871.

عَصَا مُوسَى هي عصا مذكورة في الكتاب المقدس والقرآن تُشبه عصا المشي، كان يستخدمها موسى لعدة أغراض للاتكاء عليها ورعي الأغنام. وتُعتبر عصا موسى من معجزاته الكبرى، فقد تحولت إلى ثعبان، وضرب بعصاه الحجر فانفجر منه الماء، كما ضرب بعصاه البحر فانفلق واستطاع بني إسرائيل عبور البحر الأحمر. وقد ناقش العلماء والحاخامات ما إذا كانت عصا موسى هي نفسها التي استخدمها شقيقه هارون والمعروفة باسم عصا هارون.
في الأساطير اليهودية اللاحقة يُقال أن عصا موسى خُلقت في اليوم السادس من خلق الكون، ونزلت إلى الأرض وأُعطيت إبراهيم وبنيه.

## الموقع الحالي المزعوم
هناك الكثير من التكهنات حول ما حدث لعصا موسى. جاء في المدراش أن العصا انتقلت من جيل إلى جيل وكانت في حوزة ملوك يهوذا حتى تم تدمير الهيكل الأول. من غير المعروف ما حدث للعصا بعد تدمير الهيكل ونفي اليهود من الأرض.
بينما تتدعي وثيقة في آيا صوفيا في إسطنبول أن عصا موسى هي نفسها المعروضة اليوم في قصر توبكابي، ويحتفظ قصر توبكابي بآثار أخرى مشهورة، أبرزها تلك المنسوبة إلى النبي محمد مثل قوسه، وسيفه، وبصمته، وحتى سنه. أصبح قصر توبكابي متحفًا رسمياً في عام 1924، وعُرِضَت هذه الآثار للعوام في 31 أغسطس 1962، ويقال أن السلطان سليم الأول (1512-1520) نقلها إلى قصر توبكابي بعد غزو مصر عام 1517.

### عند الشيعة
ورد في كتاب الكافي قول منسوب لجعفر الصادق يقول: «عصا موسى عندنا وألواح موسى عندنا ونحن ورثة النبيين.»

## عصا موسى في القرآن

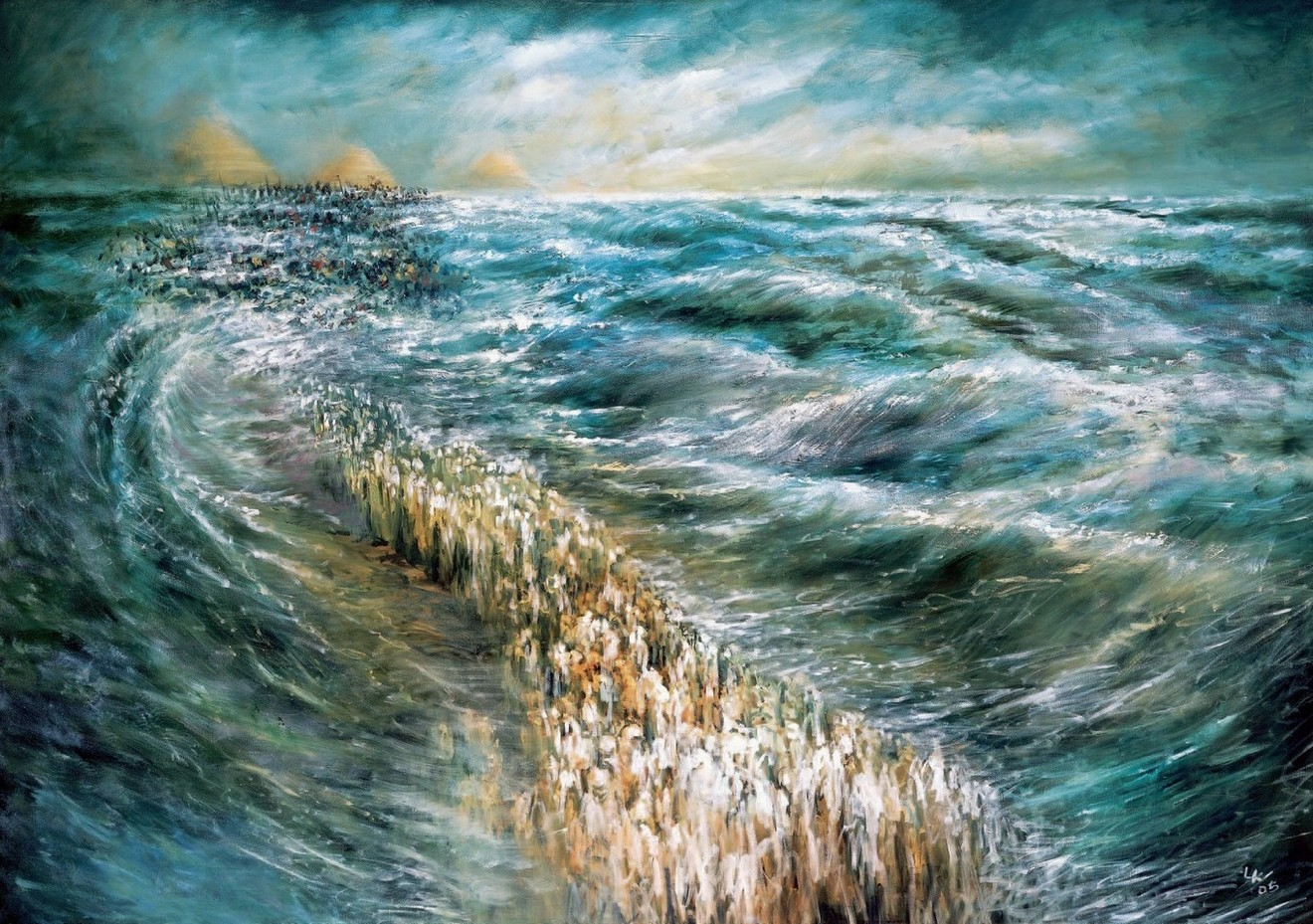
رسمة تعبر عن معجزة عبور البحر الأحمر بقيادة موسى.

عصا موسى من معجزات موسى في القرآن، أول ذكر للعصا في القرآن في جبل الطور، عندما كلم الله موسى وأمره أن يُلقى عصاه، فإذا هي حية تسعى، يقول تعالى: ﴿وَمَا تِلْكَ بِيَمِينِكَ يَا مُوسَى ۝١٧ قَالَ هِيَ عَصَايَ أَتَوَكَّأُ عَلَيْهَا وَأَهُشُّ بِهَا عَلَى غَنَمِي وَلِيَ فِيهَا مَآرِبُ أُخْرَى ۝١٨ قَالَ أَلْقِهَا يَا مُوسَى ۝١٩ فَأَلْقَاهَا فَإِذَا هِيَ حَيَّةٌ تَسْعَى ۝٢٠ قَالَ خُذْهَا وَلَا تَخَفْ سَنُعِيدُهَا سِيرَتَهَا الْأُولَى ۝٢١﴾ [طه:17–21]. وقد جاء وصف الحيّة بأنها ثعبان مبين يوم أن ألقيت أمام فرعون، فلما رآها وقع عن سريره من شدة الخوف، كذلك تحوَّلت إلى ثعبان عظيم أمام السحرة وأكلت عصيهم، ثم عادت عصا كما كانت. وآمن السحرة برب موسى وهارون، يقول تعالى: ﴿وَأَوْحَيْنَا إِلَى مُوسَى أَنْ أَلْقِ عَصَاكَ فَإِذَا هِيَ تَلْقَفُ مَا يَأْفِكُونَ ۝١١٧ فَوَقَعَ الْحَقُّ وَبَطَلَ مَا كَانُوا يَعْمَلُونَ ۝١١٨ فَغُلِبُوا هُنَالِكَ وَانْقَلَبُوا صَاغِرِينَ ۝١١٩ وَأُلْقِيَ السَّحَرَةُ سَاجِدِينَ ۝١٢٠ قَالُوا آمَنَّا بِرَبِّ الْعَالَمِينَ ۝١٢١ رَبِّ مُوسَى وَهَارُونَ ۝١٢٢﴾ [الأعراف:117–122]. ثم استخدم موسى عصاه استخدام آخر حين أمره الله أن يضرب بعصاه البحر فانفلق له وعبر بني إسرائيل البحر وغرق فرعون وجنوده، يقول تعالى: ﴿فَأَوْحَيْنَا إِلَى مُوسَى أَنِ اضْرِبْ بِعَصَاكَ الْبَحْرَ فَانْفَلَقَ فَكَانَ كُلُّ فِرْقٍ كَالطَّوْدِ الْعَظِيمِ ۝٦٣ وَأَزْلَفْنَا ثَمَّ الْآخَرِينَ ۝٦٤ وَأَنْجَيْنَا مُوسَى وَمَنْ مَعَهُ أَجْمَعِينَ ۝٦٥ ثُمَّ أَغْرَقْنَا الْآخَرِينَ ۝٦٦﴾ [الشعراء:63–66]. وكان الاستخدام الآخير للعصا المذكور في القرآن هو انفجار الحجر لاثني عشر عينًا يشرب منها بنو إسرائيل، يقول الله تعالى: ﴿وَإِذِ اسْتَسْقَى مُوسَى لِقَوْمِهِ فَقُلْنَا اضْرِبْ بِعَصَاكَ الْحَجَرَ فَانْفَجَرَتْ مِنْهُ اثْنَتَا عَشْرَةَ عَيْنًا قَدْ عَلِمَ كُلُّ أُنَاسٍ مَشْرَبَهُمْ كُلُوا وَاشْرَبُوا مِنْ رِزْقِ اللَّهِ وَلَا تَعْثَوْا فِي الْأَرْضِ مُفْسِدِينَ ۝٦٠﴾ [البقرة:60].